# Tisbury (Anglia)
Tisbury – miasto w Anglii, w hrabstwie Wiltshire, położone nad rzeką Nadder. Leży 21 km na zachód od miasta Salisbury i 145 km na zachód od Londynu. W 2001 miasto liczyło 2056 mieszkańców.
W mieście znajduje się stacja kolejowa.